# 2012년 삼성 라이온즈 시즌
2012년 삼성 라이온즈 시즌은 삼성 라이온즈가 KBO 리그에 참가한 31번째 시즌이다.
류중일 감독이 팀을 이끈 2번째 시즌으로, 주장은 진갑용이 맡았다.
팀은 2년 연속으로 정규 시즌 1위에 올라 한국시리즈에 직행했다. 이후 한국시리즈에서 SK 와이번스를 4승 2패로 꺾고 2년 연속 통합 우승과 창단 6번째 통합 우승을 달성했다.
이 해에 제 2 홈구장으로 포항야구장을 개장했는데 이전까지 삼성의 또다른 연고지인 경북 지역에는 구색을 제대로 갖춘 정규 구장이 없었고 그 탓인지 1995년 열린 전국체전 일반부 야구경기는 대구시민운동장 야구장에서 개최됐다.
우승을 차지한 2011년과 달리 시즌 후 열린 아시아 시리즈에서는 6팀 중 3위에 그쳤다.

## 타이틀
- 성구회 헌액: 이승엽
- KBO 골든글러브: 장원삼 (투수), 이승엽 (지명타자)
- KBO 페어플레이상: 박석민
- 일구상 최고투수상: 장원삼
- 조아제약 프로야구대상 최고투수상: 장원삼
- 조아제약 프로야구대상 최고타자상: 이승엽
- 조아제약 프로야구대상 최고구원투수상: 오승환
- 조아제약 프로야구대상 프로감독상: 류중일
- 카스포인트 투수 1위: 오승환
- 카스포인트 어워즈 최우수 감독상: 류중일
- 한국시리즈 MVP: 이승엽
- 3월 한국갤럽 선정 가장 좋아하는 한국인 야구선수 2위: 이승엽
- 6월 한국갤럽 선정 가장 좋아하는 한국인 야구선수 2위: 이승엽
- 레전드 올스타 선정 포지션별 현역 최고 선수: 김상수 (유격수), 최형우 (지명타자)
- 올스타전 우수타자상: 김상수
- 올스타전 승리팀상: 이스턴리그
- 올스타전 승리감독상: 류중일
- 올스타전 추천선수: 장원삼, 오승환, 진갑용, 김상수
- 스포츠조선 선정 올스타 베스트10: 김상수 (유격수), 박석민 (3루수), 이승엽 (지명타자)
- 사구: 박석민 (27)
- 희생플라이: 최형우 (10)
- 다승: 장원삼 (17)
- 선발승: 장원삼 (16)
- 세이브: 오승환 (37)
- 승률: 탈보트 (0.824)
- 세이브포인트: 오승환 (39)
- 터프세이브: 오승환 (5)
- 견제 아웃: 탈보트 (6)

## 선수단
- 선발투수: 윤성환, 배영수, 장원삼, 탈보트, 고든, 김기태
- 구원투수: 안지만, 심창민, 정현욱, 권혁, 권오준, 정인욱, 박근홍, 이우선, 김건한, 최원제, 백정현, 이동걸, 차우찬
- 마무리투수: 오승환, 김효남, 임진우
- 포수: 진갑용, 이지영, 김동욱, 이정식, 채상병
- 1루수: 이승엽, 채태인, 조영훈, 모상기
- 2루수: 조동찬, 손주인, 김영훈, 신명철, 김경모
- 유격수: 김상수
- 3루수: 박석민, 성의준
- 좌익수: 강봉규, 손형준
- 중견수: 배영섭, 정형식
- 우익수: 박한이, 김종호, 우동균, 김헌곤
- 지명타자: 최형우, 강명구

## 특이 사항
- 포항 야구장을 홈구장으로 사용한 첫 시즌이다.
- 탈보트는 4번의 보크를 범해 역대 단일 시즌 최다 보크 타이 기록을 세웠다.
- 오승환은 지난 시즌 7월 5일부터 이 시즌 4월 22일까지 28경기 연속 세이브를 올려 이 부문 KBO 리그 역대 1위를 달성했다.
- 오승환은 올스타전에서 세이브를 기록해 KBO 올스타전 사상 통신 최다 세이브 기록을 세웠다.
- 권혁은 KBO 리그 역대 최초로 6년(2007~2012) 연속 10홀드를 달성했다.
- 이 시즌 팀은 KBO 리그 역대 최초로 2년 연속 정규 시즌 1위에 올랐다.
- 심창민은 이 시즌까지 포스트시즌에 2홀드를 기록하여 KBO 리그 역대 10대 투수 최다 기록을 세웠다.